# San Pedro (Villamarín)
San Pedro es un caserío español situado en la parroquia de Reádegos, del municipio de Villamarín, en la provincia de Orense, Galicia.

## Demografía
| Gráfica de evolución demográfica de San Pedro entre 2000 y 2023 |
|                                                                 |
| Datos según el nomenclátor publicado por el INE.                |